# Appias leis
Appias leis är en fjärilsart som först beskrevs av Jacob Hübner 1832.  Appias leis ingår i släktet Appias och familjen vitfjärilar. Inga underarter finns listade i Catalogue of Life.